# 史提夫·卡爾頓
史提芬·諾曼·卡爾頓（英語：Steven Norman Carlton，1944年12月22日—），暱稱史提夫·卡爾頓（Steve Carlton），在美國大聯盟待了24個球季（1965年～1988年），主要效力於費城費城人隊，守備位置為投手，主要球種為速球與滑球，左投左打。生涯拿下兩次世界大賽冠軍，四次賽揚獎僅次於羅傑·克萊門斯和藍迪·強森，入選過十次全明星賽，四度TSN（The Sporting News，《運動新聞》）年度最佳投手得主。1994年第一次票選就以95.8%的高得票率進入棒球名人堂。生涯累計4136次三振，史上排名第四，堪稱是1970～80年代最傑出的左投手之一。他也是第一位達成4000K-300勝的人。費城費城人隊將其背號32號永久退休，並為他豎立一座雕像。

## 事蹟

### 聖路易紅雀隊時期
卡爾頓在1965年，20歲時進入聖路易紅雀隊，便靠著其優異的快速球與滑球成為當時大聯盟中極優異的投手。總共待了7個球季，從1965年4月12日初登板到1971年結束，其中在1967年跟隨紅雀隊拿到世界大賽冠軍。
 1965年  出賽15場，0勝0負，投25局，被打27支安打(3支全壘打)，21三振，失7分都是自責分，防禦率2.52。
- 在主場出賽8場，0勝0負，19.1局，被打23支安打(3支全壘打)，失6分都是自責分，防禦率2.79。
- 在客場出賽7場，0勝0負，5.2局，被打4支安打(無全壘打)，失1分是自責分，防禦率1.60。

 1966年  出賽9場，3勝3負，投52局，被打56支安打(2支全壘打)，25三振，失22分(18自責分)，防禦率3.12。
- 在主場出賽6場，1勝3負，28局，被打35支安打(1支全壘打)，失19分(15自責分)，防禦率4.82。
- 在客場出賽3場，2勝0負，24局，被打21支安打(1支全壘打)，失3分都是自責分，防禦率1.13。

 1967年  出賽30場，14勝9負1救援成功，193局，被打173支安打(10全壘打)，168三振，失71分(64自責分)，防禦率2.98
- 在主場出賽11場，3勝4負1救援成功，64局，被打63支安打(3支全壘打)，失26分(22自責分)，防禦率3.09。
- 在客場出賽19場，11勝5負，129局，被打110支安打(7支全壘打)，失45分(42自責分)，防禦率2.93。

 1968年  出賽34場，13勝11負，投232局，被打214支安打(11支全壘打)，162三振，失87分(77自責分)，防禦率2.99。
- 在主場出賽16場，6勝7負，117局，被打97支安打(6支全壘打)，失36分(30自責分)，防禦率2.30。
- 在客場出賽18場，7勝4負，115局，被打117支安打(5支全壘打)，失51分(47自責分)，防禦率3.67。

 1969年  出賽31場，17勝11負，投236.1局，被打185支安打(含15全壘打)，失66分(57自責分)，防禦率2.17是國聯次低，並投出210三振，在9月15日面對紐約大都會投出並列左投手單場三振紀錄的19次三振。
- 在主場出賽16場，7勝7負，126.2局，被打95支安打(7支全壘打)，失33分(27自責分)，防禦率1.92。
- 在客場出賽15場，10勝4負，109.2局，被打90支安打(8支全壘打)，失33分(30自責分)，防禦率2.46。

 1970年  出賽34場，10勝19負，投253.2局，被打239支安打(含25全壘打)，失123分(105自責分)，193次三振，防禦率3.73，敗投王。
- 在主場出賽18場，4勝11負，130.1局，被打131支安打(9支全壘打)，失71分(55自責分)，防禦率3.80。
- 在客場出賽16場，6勝8負，123.1局，被打108支安打(16支全壘打)，失52分(50自責分)，防禦率3.65。

 1971年  出賽37場，20勝9負，投273.1局，被打275支安打(含23全壘打)，失120分(108自責分)，172次三振，防禦率3.56

#### 季後賽成績
1967年 世界大賽面對波士頓紅襪，擔任先發投6局，被打3安打，5三振，2保送，失1分(非自責分)，吞下敗投。
1968年 世界大賽面對底特律老虎，擔任中繼投1局，被打4安打，1三振，1保送，失2分都是自責分，無關勝負。

#### 明星賽成績
1968年  面對美國聯盟，擔任中繼投1局，沒有被打安打，1三振，無保送，無失分，防禦率0。
1969年  面對美國聯盟，擔任先發投3局，被打2支安打(2全壘打)，2三振，1保送，失2分(皆自責分)，防禦率6，拿下勝投。

### 費城費城人隊時期
1971年球季結束，卡爾頓遇到了薪資上的糾紛。紅雀隊老闆布希(Gussie Busch)便將他交易到費城費城人，也開啟了他生涯最輝煌的一段時期。這是他生涯待最久的球隊，從1972年到1986年，大約有14個球季，其中在1980年拿到第二枚世界大賽冠軍戒指。
 1972年  出賽41場，27勝10負，三振310次，共投了346.1局，30場完投，被打257支安打(17發全壘打)，失84分(76自責分)，防禦率1.97，擁有快速的直球，犀利的滑球與曲球，讓打者摸不著頭緒，三冠王的成績也讓他毫無意外奪得了賽揚獎。這一年卡爾頓的表現向來被視為是史上最偉大的投手單一賽季表現之一：這一年的費城人是支連60勝都沒有的超級大爛隊，扣掉卡爾頓這41場出賽，他們在剩下的比賽勝率低到只有26.1%（30-85），然而卡爾頓居然能靠著這些低迷的野手戰力拿下了勝投王。
 1973年  13勝20負，當季敗投王。
 1977年  23勝10負，防禦率2.64，拿下第二度賽揚獎。
 1980年  24勝9負，防禦率2.34，總共投了近30年來次多的304局，成為至今最後一個300局的投手，為他贏得第三次賽揚獎，更以兩場先發勝帶領費城人拿下世界大賽冠軍。而這年五月，他也拿到了他生平唯一一次的單月最佳投手(Pitcher of the Month)。
 1981年  13勝4負，防禦率2.42，並獲得投手金手套獎。
 1982年  23勝11負，防禦率3.11，優異的奪勝能力，替他贏得第四次賽揚獎。

## 外部連結
- Baseball Almanac （页面存档备份，存于）